# Ганс Цорн
Ганс Вільгельм Карл Цорн (нім. Hans Wilhelm Karl Zorn; 27 жовтня 1891, Мюнхен, Німецька імперія — 2 серпня 1943, Орел, РРФСР) — німецький воєначальник, генерал піхоти вермахту. Кавалер Лицарського хреста Залізного хреста з дубовим листям.
Старший брат генерал-майора Едуарда Цорна, також кавалера Лицарського хреста Залізного хреста з дубовим листям.

## Біографія
Учасник Першої світової війни. Після демобілізації армії залишений у рейхсвері, служив у піхотних частинах, пройшов підготовку офіцера Генштабу. З 1 травня 1938 року — командир 19-го піхотного полку. З початком Другої світової війни 1 вересня 1939 року очолив штаб 22-го армійського корпусу. Під час Польської кампанії брав участь у боях під Львовом, під час Французької — в Арденнах, Аррасі і в районі Дюнкерка. З 14 листопада 1940 року — командир 20-ї мотопіхотної дивізії. Учасник німецько-радянської дивізії. З 15 січня по 16 лютого 1942 року — командир 40-го моторизованого корпусу, який діяв у районі Юхнова, з 14 червня по 21 листопада 1942 і з 20 червня 1943 року — командир 46-го танкового корпусу. Учасник боїв під Ржевом і Орлом. Загинув у бою.

## Звання
- Фенріх (7 липня 1911)
- Лейтенант без патенту (25 жовтня 1913) — 14 грудня 1916 року одержав патент від 29 жовтня 1912 року.
- Оберлейтенант без патенту (17 січня 1917) — 1 жовтня 1920 року одержав патент від 18 квітня 1916 року.
- Гауптман (1 грудня 1922)
- Майор (1 грудня 1931)
- Оберстлейтенант (1 липня 1934)
- Оберст (1 серпня 1936)
- Генерал-майор (15 січня 1942)
- Генерал-лейтенант (1 червня 1942)

## Нагороди
- Медаль принца-регента Луїтпольда
- Залізний хрест
  - 2-го класу (23 жовтня 1914)
  - 1-го класу (29 червня 1916)
- Королівський орден дому Гогенцоллернів, лицарський хрест з мечами
- Орден «За заслуги» (Баварія) 4-го класу з мечами і короною
- Нагрудний знак «За поранення» в чорному
- Почесний хрест ветерана війни з мечами
- Медаль «За вислугу років у Вермахті» 4-го, 3-го, 2-го і 1-го класу (25 років)
- Медаль «У пам'ять 13 березня 1938 року»
- Медаль «У пам'ять 1 жовтня 1938»
- Застібка до Залізного хреста
  - 2-го класу (14 травня 1940)
  - 1-го класу (26 травня 1940)
- Лицарський хрест Залізного хреста з дубовим листям
  - лицарський хрест (27 липня 1941)
  - дубове листя (№291; 3 вересня 1943; посмертно)
- Німецький хрест в золоті (14 червня 1942)
- Медаль «За зимову кампанію на Сході 1941/42»
- Дем'янський щит